# غزنرة حرشاء
غزنرة حرشاء (الاسم العلمي:Gesneria scabra) هي نوع من النباتات تتبع جنس الغزنرة من الفصيلة الغزنرية.